# Король мавп
Король мавп (кит. трад. 孫悟空, спр. 孙悟空, піньїнь: sūn wù kōng, акад. Сунь Укун, К.-Ц. Свень Вукон) — китайський літературний персонаж, відомий за романом «Подорож на Захід» У Чен'еня. Як і Нечжа, є одним із найпопулярніших образів трикстера в культурі Східної Азії.
До відомого роману У Чен'еня вже існувало декілька варіантів історії походу в Індію ченця Сюаньдзана і його учнів, але за шедевр китайської літератури вважають саме роман «Подорож на Захід». Деякі науковці вважають, що образ Сунь Укуна постав на основі індійського бога-мавпи Ханумана. У деяких країнах, наприклад, в Індонезії, Ханумана і Сунь Укуна вважають за ту саму істоту.

## Імена

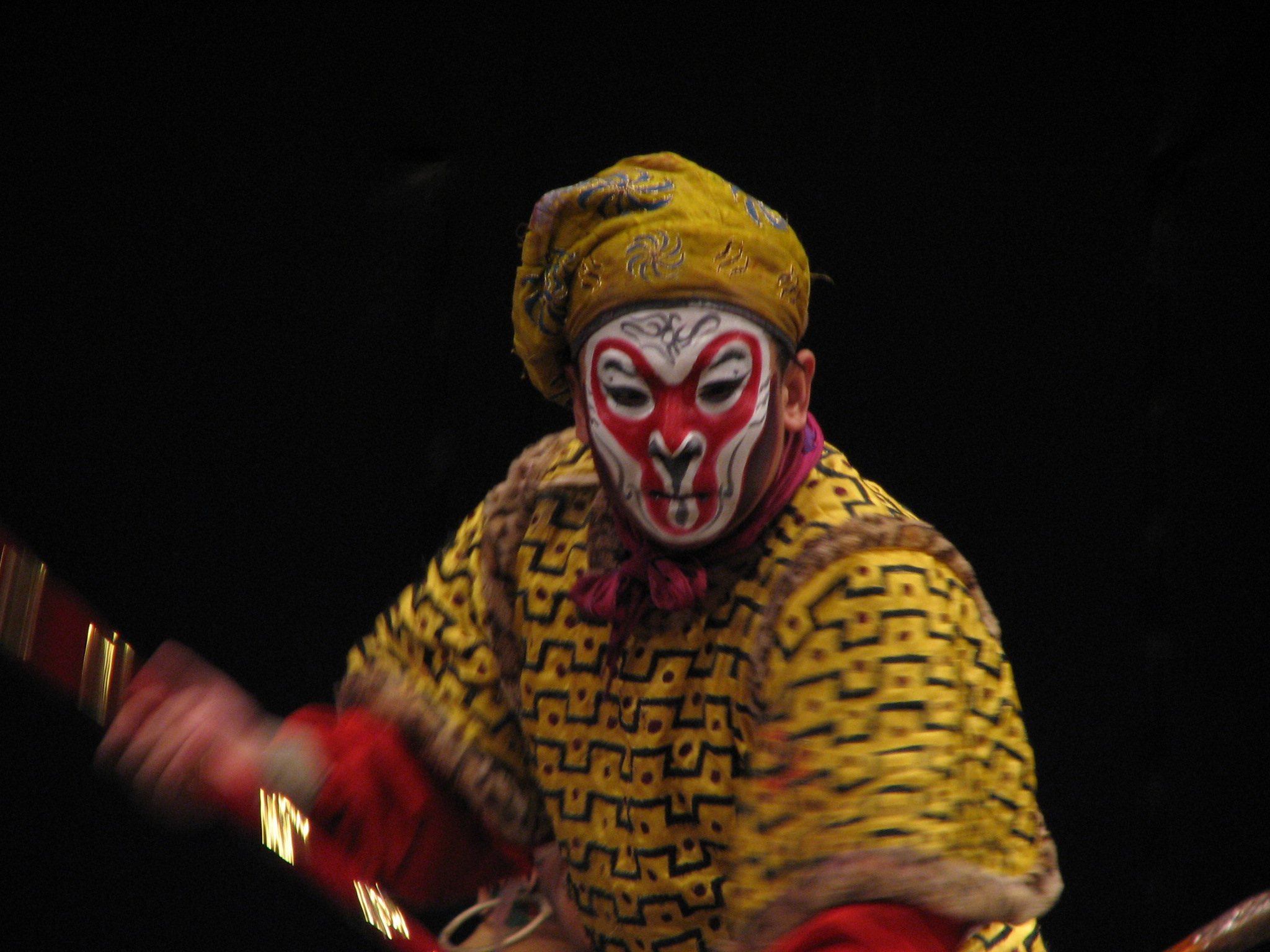
Король мавп як персонаж пекінської опери, 2007 р.

Від свого першого вчителя, безсмертного патріарха Сюйпуті (Суботі) Цар Мавп отримав ім'я Вукон («той, що спізнав порожнечу») та прізвище Сунь (таке саме прізвище дістали й усі мавпи, що жили на Горі Плодів і Квітів).
Другий учитель Вукона також дав йому чернече ім'я, Сінчже, «Паломник» (кит. 行者). Так часто звали мандрівних ченців.
Свень Вукон також відомий як:
- Кам'яна мавпа[6] (кит. трад. 石猴, піньїнь: ShíHóu), оскільки народився з каменю.
- Прекрасний король мавп[6] (кит. трад. 美猴王, піньїнь: Měihóu Wáng) — титул, який придумали його піддані.
- Бімавень[6] (кит. трад. 弼馬溫, піньїнь: Bìmǎwēn, буквально «конюх») — був призначений на цю посаду в Небесних чертогах. В основному вживається як образа.
- Великий Мудрець, гідний неба[6] (кит. трад. 齊天大聖, піньїнь: Qítiān Dàshèng) — другий титул, придуманий підданими Сунь Укуна. Після нетривалих суперечок з ображеним Небесним Імператором, титул був закріплений за Укуном офіційно. Скорочується до «Великий Мудрець».

Цар Мавп також відомий як Kâu-chê-thian (кит. трад. 猴齊天, акад. хоу тянь ци, буквально «Мавпа, Рівна Неба») на Тайвані і як Maa Лау Зін (кит. трад. 馬騮精, акад. ма лю цзін, буквально «мавпа-дух») в Гонконзі.

## Коротка біографія
Сунь Укун — це кам'яна мавпа, яка народилася з чарівного каменю. Якось мавпи, що жили з ним, вирішили дізнатися, звідки бере свій початок гірський струмок, що протікає поруч з ними, і в результаті виявили водоспад. Того, хто ризикне пройти через водоспад й повернеться неушкодженим, вони пообіцяли зробити своїм царем. На це зголосився Сунь Укун і, виявивши за водоспадом Печеру водної завіси, очолив мавп. Незважаючи на своє щасливе життя, Сунь Укуна турбувало те, що рано чи пізно він постаріє і помре. Тому, за порадою своїх підданих, він вирушив у подорож, у пошуках вчителя, який навчив би його безсмертя. Один даос, що взяв його в учні, навчив Сунь Укуна літати на хмарі, вдаватися до 72 перетворень та інших магічних дій. Повернувшись у своє царство, Сунь Укун за порадою підданих зайшов до Морського Дракона і попросив у нього яку-небудь зброю для себе. Оскільки будь-яка звичайна зброя видавалася Сунь Укун надто легкою, Дракон віддав йому Цзіньґубан (кит.: 金箍棒, jīngū bàng) вагою в 13 500 цзінів, яким Юй у свій час приборкував води потопу. Отримавши цей велетенський посох, Сунь Укун став погрожувати своєю новою зброєю й змусив братів Дракона віддати йому відповідний до зброї одяг.
Незважаючи на самовдосконалення Сунь Укуна, він все-таки помер від алкогольного отруєння, і за ним з'явилися слуги Янь-ло (китайський варіант імені повелителя підземного світу мертвих, бога Ями). Судді пекла визнавали, що тут сталася якась помилка, але Сунь Укун все одно влаштував скандал і викреслив з книги мертвих своє ім'я, а заодно й імена своїх підданих. Завдяки цьому, багато мавп на Горі Плодів і Квітів стали безсмертними. Як дії в палаці Морського Дракона, так і скандал, влаштований Сунь Укуном у пеклі, стали причиною для скарг Нефритовому Імператору. Замість покарання Сунь Укун взяли на небо і призначили там конюхом, аби випробувати чи дійсно він такий величний, як розповідає. Проте Сунь Укуна обурила така нікчемна посада й він самовільно повернувся на землю, де піддані охрестили його «Великим Мудрецем, Рівним Небу». Цього разу, за те, що Сунь Укун самовільно покинув свою роботу, проти нього Нефритовий імператор послав ціле військо. Проте впоратися з Сунь Укуном воно не змогло. Тому імператор був змушений визнати титул Сунь Укуна і призначити його на почесну, але цілком формальну посаду. Щоб він не надто байдикував, йому доручили охороняти чарівний персиковий сад.
В ролі охоронця Сунь Укун взявся красти доручені йому персики. Пізніше він дізнався про підготовку небесного бенкету й виявив, що його туди не запросили. Тому він пробрався у палац, де мав відбуватися бенкет, і ще до приходу гостей поїв усе, що було наготовано, зокрема й еліксир безсмертя. Це знову призвело до зіткнення з небесними військами, і цього разу його вдалося тимчасово захопити в полон. Однак, зважаючи на обсяги випитого еліксиру, він став невразливим і стратити його не вдалося. Так само провалилися спроби виплавити еліксир зі Сунь Укуна, а сам він зміг втекти з печі й знову влаштував дебош. Тож втихомирювати його довелося самому Будді, який ув'язнив його під горою П'яти Стихій.
Через п'ятсот років, за велінням богині милосердя Ґуаньїнь, Сунь Укуна звільнив Сюаньдзан, чернець, що вирушав у Західний Рай Будди Амітабхи за священними буддійськими писаннями. В подяку за своє визволення, Сунь Укун попросився в учні до Сюаньдзана і зобов'язався захищати його в дорозі. Однак той факт, що Сунь Укун вбив розбійників, які на них напали, спричинив обурення ченця. Водночас і сам Сунь Укун був обурений тим, що його насварили за те, що він виконував свій обов'язок з захисту вчителя. Внаслідок сварки Сунь Укун покинув свого вчителя, але потім розкаявся й повернувся. А Сюаньдзан обманом змусив його одягти обруч, отриманий від Ґуаньїнь. Тепер щоразу, коли чернець починав читати особливу мантру, обруч стискався, спричиняючи у Сунь Укуна нестерпний головний біль. Оскільки Сунь Укун легко піддавався обману і ніколи не слухав, що йому каже Сюаньдзан, обруч переважно застосовувався, щоб не дати Сунь Укуну безрозсудно вбивати злих духів. Та Сунь Укун вірою і правдою служив Сюаньдзану і захищав протягом усієї подорожі.
По закінченні подорожі, в нагороду за старанність, Будда Західного Раю призначив Сунь Укуна Всепереможним Буддою. Подальша біографія Сунь Укуна простим смертним невідома. Відомо тільки, що за твором «Лотосовий світильник» Сунь Укун якось став учителем хлопчика, який боровся з богом Ерланом для того, щоб звільнити з ув'язнення свою матір. Завдяки своєму вчителеві хлопчик здобув перемогу.

## День народження Короля Мавп (猴王诞)
Свято набуло популярності у Гонконзі, але традиційно відоме також у інших місцях Китаю. Відзначають у 16-й день 9-го місяця за традиційним календарем, наступного дня після Свята середини осені.

## У мистецтві та масовій культурі

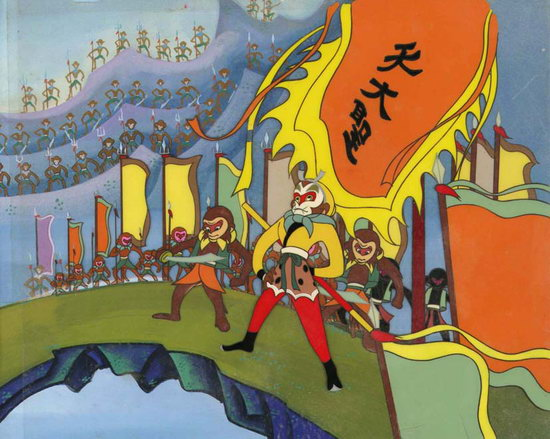
У мультфільмі «Переполох на небесах»

Король мавп — один з найпопулярніших персонажів китайського походження. Його образ неодноразово переосмислювався, щоб відповідати духові насталої епохи. Багато творів зосереджуються на окремих аспектах особистості Короля Мавп, або відтворюють відокремлені епізоди «Подорожі на Захід». Історія цього персонажа проникла в різні медіа, зокрема в літературу, театр і кіно, зробивши його іконою паназійської культури.
Попри магічні здібності, в основі привабливості Короля Мавп лежить його людська недосконалість — він жадібний, егоїстичний і схильний до раптових змін настрою та спалахів жорстокості; водночас — свободолюбний і незалежний, уособлення надії пригноблених. У західній культурі до нього подібні Робін Гуд, шекспірівський Пак і Геллбой.
Образ Короля Мавп тривалий час був бунтарським і бешкетливим. Перші спроби наділити його шляхетністю можна простежити до китайського анімаційного фільму «Принцеса Залізне Віяло» (1941). Випущений у розпал Другої світової війни, він представив бій Сунь Укуна з Королем Демонів та його дружиною, принцесою Залізне Віяло, як метафору японо-китайської війни, з закликом до об'єднання китайців. Попри релігійні та надприродні елементи, історія Сунь Укуна пережила наступні два десятиліття комуністичних репресій. Мао Цзедун захоплювався постаттю Короля Мавп, який неодноразово кидав виклик владі Небес і боровся з силами традиції. В часи Культурної революції деякі з хунвейбінів порівнювали себе з Королем Мавп. Оскільки Мао наголошував, що література повинна служити народу, в мультфільмі «Переполох на небесах» (1965) повстання Сунь Укуна та остаточну перемогу над небесним двором прославлялося як революційна боротьба. В 1980-90-і Король Мавп з'являвся в телевізійних адаптаціях «Подорожі на Захід». Впродовж XX ст. за книгою «Подорож на Захід» знято понад 60 фільмів. На Королеві мавп заснований Ґоку, головний герой медіафраншизи «Dragon Ball».
Впливовими західними адаптаціями «Подорожі на Захід», де Сунь Укун постає уособленням американських меншин, стали «Ґрівер: американський король мавп у Китаї» (1987) Максін Хонг Кінгстон і «Мавпа-мандрівник: його фальшива книга» (1990) Джеральда Візенора.
У західному кінематографі Король Мавп вперше з'явився в фільмах «Король Мавп» (2001) і «Заборонене царство» (2008).
Король Мавп чи засновані на ньому персонажі у 2010-2020-і роки став часто з'являтися у відеоіграх, таких, як Enslaved: Odyssey to the West (2010), Dota 2 (2013), Warframe (2013), Smite (2014), Black Myth: Wukong (2024). Універсальність пов'язаних з ним тем — повстання, спокута та боротьба між добром і злом — робить його вже світовою іконою цифрової епохи. Розробники ігор часто черпають натхнення з Сунь Укуна, коли створюють архетипи трикстерів або воїнів, які поєднують хитрість, силу та грайливість.

### Головні екранізації
- Мавпа (1978) — японський мультсеріал.
- Подорож на Захід (1986) — телесеріал виробництва КНР.
- Король мавп перемагає демона (1985) — мультфільм.
- Китайська одіссея (1995) — гонконгська комедія в двох частинах.
- Подорож на Захід: легенда про Короля мавп (2000) — китайський анімаційний серіал.
- Король мавп (2014) — китайсько-гонконгзький фільм.
- Король мавп — мультфільм 2015 року.
- Король мавп — мультфільм 2023 року виробництва Netflix.
- Американець китайського походження (2023) — американський ситком.